# Jahnnavi Devi
Jahnnavi Devi, Jahnavi Rani eller Rani Champa, död 1786, var en regerande rani (drottning) av Tripura i nordöstra Indien mellan 1783 och 1786. 
Hon var gift med kung Krishna Manikya, som besteg tronen 1767. Paret hade inga barn. När han avled 11 juni 1783, ville Jahnnavi Devi så som kunglig nordindisk hinduisk änka begå självmord genom änkebränning. På grund av kungens barnlöshet utbröt en konflikt om tronföljden mellan kungens brorson Rajadhara Manikya II och släkting Durgamani, och britterna engagerades i tronföljdskrisen. För att undvika att riket föll under brittiskt styre avstod Jahnnavi Devi från änkebränning och tog istället över tronen själv som interimsregent. 
Hon fick ett gott betyg som regent och lät bland annat ge order om utgrävningarna vid Ranir Dighi i Comilla, och uppförandet av Radha Madhava templet i Radhanagar. Hon testamenterade tronen till makens brorson Rajadhara Manikya II, och överlät den i praktiken på honom redan 1785, då hon gjorde en pilgrimsfärd under vilken hon avled: han förklarades då vara inte bara hennes utan också hennes makes val till efterträdare. 